# Supernova (Band)

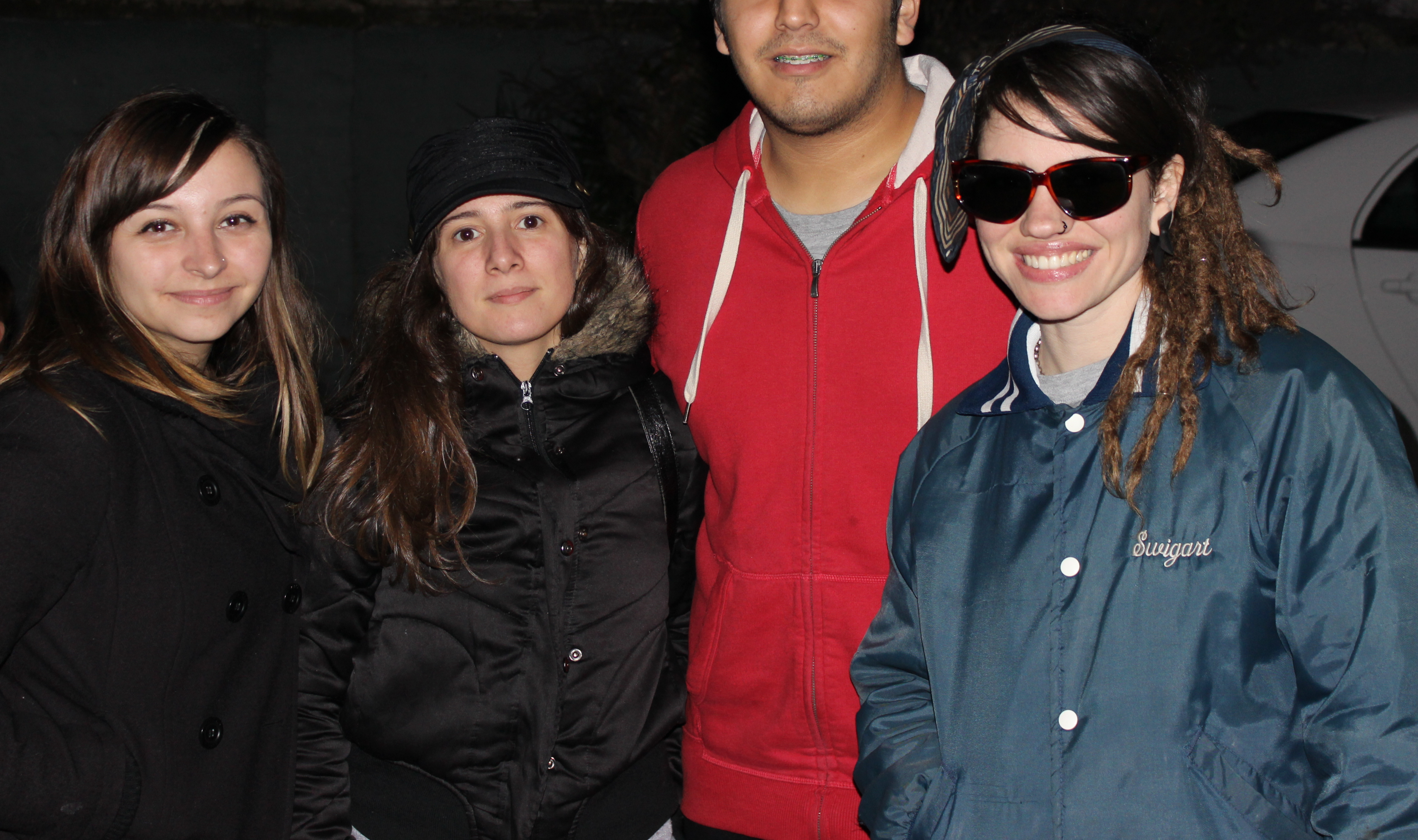
Constanza Lüer, Constanza Lewin und Elisa Montes von Supernova (2013)

Supernova ist eine chilenische Popgruppe. Sie wurde gegründet von den Produzenten Cristián Heyne und Koko Stambuk, die zusammen als „Packman“ bekannt sind. Die Band besteht aus drei weiblichen Mitgliedern. Ihre Musik ist vom US-amerikanischen Teen-Pop Ende der 1990er Jahre beeinflusst.

## Geschichte
Die Gruppe wurde zweimal gegründet, zuerst 1999 für das Debütalbum Supernova. Die zweite Formation erfolgte für das zweite Album Retráctate 2002. Dieses Album erreichte eine Nominierung für den Latin Grammy. 2007 trat die Gruppe in Originalbesetzung für eine Liveshow ihrer Hits aus den vergangenen Jahren wieder zusammen.

### Erste Besetzung
Von 1999 bis 2001 gehörten der Gruppe Constanza „Coni“ Lewin (* 1982), Elisa Montes und Consuelo „Chi-K“ Edwards an. Die unter dem Label der BMG aufgelegte CD führte die Verkaufslisten an. Besonders beliebt waren die Songs Maldito amor (Verdammte Liebe) und Tú y yo (Du und ich), die als Ikonen der chilenischen Popmusik bezeichnet wurden.
Die CD Supernova wurde im Jahre 2000 mit zwei Platinschallplatten ausgezeichnet. Sie erreichte eine Auflage von 45.000 Exemplaren. Damit wurde Supernova zur bis dahin erfolgreichsten Popgruppe Chiles. Im Mai 2000 trat Supernova in Santiago de Chile im Vorprogramm der englischen Gruppe Five auf.

### Zweite Besetzung
Anfang 2002 regte Coni Lewin die Neugründung der Gruppe an. Über die Zeitschrift Revista Miss 17 wurden neue Bandmitglieder gesucht. Die Entscheidung fiel auf Claudia „Clau“ González (* 1986), Constanza „Koni“ Lüer (* 1985) und Sabina „Sabi“ Odone (* 1984). Im selben Jahr erschien die neue CD Retráctate unter dem Label Sony Music. Der erste Song auf der CD, Herida (Die Wunde) erreichte eine große Verbreitung über das Radio. Das Album wurde für den Latin Grammy 2002 in der Kategorie „Beste Popgruppe“ nominiert. Nach eineinhalb Jahren stellten die Produzenten Stambuk und Heyne die Arbeit mit der Gruppe ein.

### Solokarrieren und Wiedersehen
Coni Lewin produzierte 2002 eine Solo-CD, die ihren Namen als Titel trug. Elisa Montes trat in Bars, Diskotheken und Radiosendungen auf, und wirkte an der Kinderfernsehserie „Tikitiklip“ mit.
Alle Bandmitglieder der zweiten Besetzung blieben im Musikgeschäft tätig. Sabina Odone präsentierte 2008 ihr von Daniel Guerrero produziertes Soloalbum. Constanza Lüer war ab 2005 Mitglied der Band Divina. 2011 wirkte sie an dem Projekt „Los iPop“ mit, in dem ausschließlich mit iPads musiziert wurde.
Im Jahre 2005 trat die Erstbesetzung der Band auf Einladung des Fernsehsenders „Rock and Pop“ auf. Zwei Jahre später traten sie nochmals gemeinsam auf. 2009 kündigten sie eine DVD ihres Abschiedskonzerts an. 2011 traten sie im Kulturzentrum Amanda erneut gemeinsam auf.

## Diskografie

### Alben
- 1999: Supernova
- 2002: Retráctate

### Hits
| Titel                                                  | Jahr | Position auf der Hitliste | Album      |
| ------------------------------------------------------ | ---- | ------------------------- | ---------- |
| Titel                                                  | Jahr | CL                        | Album      |
| Toda la noche (Die ganze Nacht)                        | 1999 | 26                        | Supernova  |
| Maldito amor (Verdammte Liebe)                         | 2000 | 1                         | Supernova  |
| Tú y yo (Du und ich)                                   | 2000 | 3                         | Supernova  |
| Sin ti soy un fantasma (Ohne Dich bin ich ein Phantom) | 2001 | 51                        | Supernova  |
| Herida (Die Wunde)                                     | 2002 | 8                         | Retráctate |
| Se te olvida (Man vergisst Dich)                       | 2002 | 33                        | Retráctate |
| Pocas palabras (Wenige Worte)                          | 2002 | 18                        | Retráctate |